# Indigofera leendertziae
Indigofera leendertziae är en ärtväxtart som beskrevs av Nicholas Edward Brown. Indigofera leendertziae ingår i släktet indigosläktet, och familjen ärtväxter. Inga underarter finns listade i Catalogue of Life.